# George McDuffie

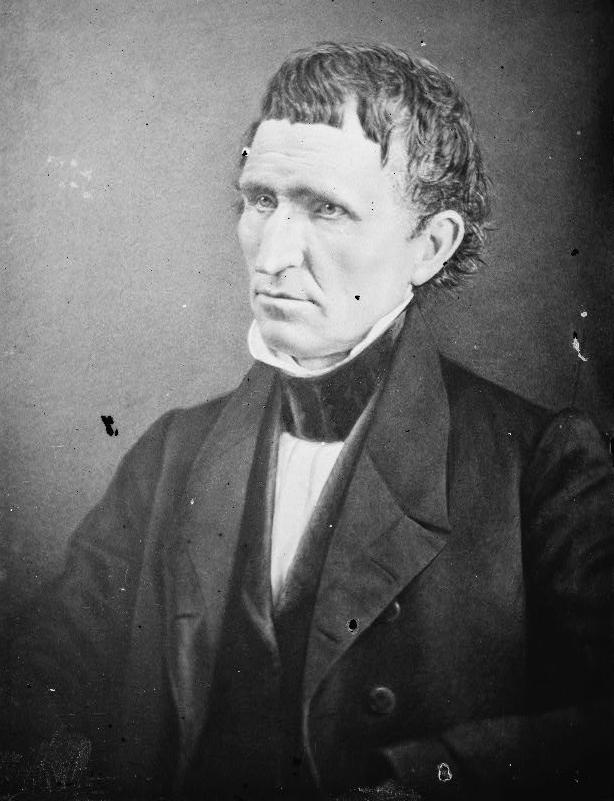
George McDuffie

George McDuffie (* 10. August 1790 im Columbia County, Georgia; † 11. März 1851 im Sumter County, South Carolina) war ein US-amerikanischer Politiker und von 1834 bis 1836 Gouverneur von South Carolina. Diesen Bundesstaat vertrat er außerdem in beiden Kammern des Kongresses.

## Frühe Jahre und politischer Aufstieg
George McDuffie besuchte die Moses Waddel’s School in Willington und studierte anschließend am South Carolina College Jura. Im Jahr 1814 wurde er als Anwalt zugelassen. Danach praktizierte er zunächst allein in Pendleton und später zusammen mit einem Partner Eldred Simkins in Edgefield. Seine politische Laufbahn begann im Jahr 1818, als er in das Repräsentantenhaus von South Carolina gewählt wurde. Dort verblieb er zwei Jahre. Zwischen 1821 und 1834 vertrat er seinen Staat im US-Repräsentantenhaus in Washington. Im Jahr 1832 war er ein Delegierter auf dem Konvent in South Carolina, auf dem die Nullifikationskrise beraten wurde. Dort war er ein Befürworter der Nullifikationsdoktrin. Ursprünglich war er kein Verfechter der Rechte der Einzelstaaten gewesen, aber unter dem Einfluss von John C. Calhoun hatte er seine Meinung geändert. In diesem Punkt und in der Frage der Bankpolitik stand er im Widerspruch zu Präsident Andrew Jackson.

## Gouverneur und Senator
1834 wurde McDuffie zum neuen Gouverneur seines Staates gewählt. Er trat sein Amt am 11. Dezember dieses Jahres an und behielt es bis Dezember 1836. Während seiner Amtszeit wurde 1835 die Bank of Charleston gegründet. Der Gouverneur entwickelte sich in der Folge zu einem klassischen Südstaaten-Politiker der Zeit vor dem Bürgerkrieg. Er stritt für die Rechte der Einzelstaaten und verschärfte die Sklaverei. Ehemalige Sklaven, die als freie Menschen nach South Carolina zurückkehren wollten, wurden umgehend wieder versklavt.
Nach Ablauf seiner Amtszeit durfte McDuffie wegen einer Verfassungsklausel nicht unmittelbar für eine weitere Amtszeit kandidieren und musste daher aus dem Amt ausscheiden. Er wurde Richter an einem Bundesbezirksgericht und saß seit dem 23. Dezember 1842 bis zu seinem Rücktritt am 17. August 1846 für die Demokraten im Senat der Vereinigten Staaten. Dort war er Vorsitzender im Ausschuss für auswärtige Angelegenheiten. Er blieb selbst in dieser Zeit dem Klischee des klassischen Südstaatlers treu und ließ sich in zwei Pistolenduelle verwickeln. Dabei wurde er schwer am Rückgrat verletzt. Dadurch verfiel er in Depressionen und schließlich starb er an den Folgen der Verletzungen. Er war mit Mary Rebecca Singleton verheiratet. Das Paar hatte ein Kind.
Nach ihm ist McDuffie County in Georgia benannt.